# 岐阜三輪パーキングエリア
岐阜三輪パーキングエリア（ぎふみわパーキングエリア）は、岐阜県岐阜市にある東海環状自動車道のパーキングエリア (PA) である。
岐阜三輪スマートインターチェンジを併設しており、ETC搭載の全車種が24時間両回り流出入可。
PA利用に制限があり、内回り（土岐・豊田方面）からPAを利用するとスマートICから流出不可、岐阜三輪スマートICから流入して外回り（土岐・豊田方面）へ向かう際はPAを利用不可。

## 道路
- C3 東海環状自動車道（11-1番）

## 接続する道路
- 岐阜県道59号北野乙狩線

## 施設
反対側のPAへ徒歩で行き来が可能。両方向からの中央付近にイベントができるような広いスペースがある。

### 外回り（土岐・豊田方面）
- 駐車場
  - 大型 14台
  - 小型 30台
  - 身障者用 小型 1台
- トイレ
  - 男性 大4器(和式1器・洋式3器)・小4器
  - 女性 10器(和式2器・洋式8器)
  - 子供トイレ 大1器(洋式1器)・小1器
  - 身障者用 1器
- ハイウェイ情報ターミナル[2]　→モニター画面の上にシールが貼られておりスマホで閲覧できる旨の案内のみ（2024年）
- 自動販売機[2]

### 内回り（本巣・養老方面）
- 駐車場
  - 大型 15台
  - 小型 31台
  - 身障者用 小型 1台
- トイレ
  - 男性 大4器(和式1器・洋式3器)・小4器
  - 女性 10器(和式2器・洋式8器)
  - 子供トイレ 大1(洋式1器)・小1器
  - 身障者用 1器
- ハイウェイ情報ターミナル[3]　→モニター画面の上にシールが貼られておりスマホで閲覧できる旨の案内のみ（2024年）
- 自動販売機[3]

## 周辺
- 岐阜ファミリーパーク
  - 岐阜市少年自然の家
  - 岐阜ファミリーパーク体育館
- 岐阜女子大学

## 沿革
- 2013年（平成25年）6月11日 : 国土交通省よりスマートICの連結許可[4]。
- 2019年（令和元年）
  - 10月24日 : PA名称が「岐阜PA（仮称）」から「岐阜三輪PA」に正式決定[5]。
  - 12月25日 : スマートIC名称が「岐阜三輪スマートIC」に正式決定[6]。
- 2020年（令和2年）3月20日 : 関広見IC - 山県IC間開通に伴い、供用開始[7]。開通式典は新型コロナウイルス流行の影響で中止となった。

## 隣
C3 東海環状自動車道
(11)関広見IC - (11-1)岐阜三輪PA/スマートIC - (12)山県IC